# Томас, Эндрю
Эндрю Кен Томас (англ. Andrew Ken Thomas, 22 января 1999, Литония, Джорджия) — профессиональный футболист, выступающий на позиции тэкла нападения в клубе НФЛ «Нью-Йорк Джайентс». На студенческом уровне играл за команду университета Джорджии. На драфте 2020 года выбран под общим четвёртым номером. 

## Биография
Эндрю Томас родился 22 января 1999 года в Литонии в штате Джорджия. Он учился в Академии Пейс в Атланте, в составе её футбольной команды играл на позициях тэкла в защите и нападении. На момент окончания школы Томас по оценкам сайта 247Sports занимал десятое место среди тэклов нападения и входил в пятёрку самых перспективных игроков Джорджии. В июле 2016 года он объявил о своём намерении продолжить обучение и карьеру в университете Джорджии.

### Любительская карьера
В составе «Джорджии Буллдогс» Томас выступал с 2017 по 2019 год. За команду он сыграл 41 матч, во всех был игроком стартового состава, пропустил всего пять сэков. Дебютный сезон он провёл на позиции правого тэкла и по его итогам попал в символическую сборную новичков NCAA. По итогам двух следующих чемпионатов, где он играл левым тэклом, Эндрю включали в сборную звёзд сезона. В 2019 году он также стал обладателем Джейкобс Блокинг Трофи, награды лучшему блокирующему игроку студенческого футбола. Вместе с Джорджией Томас трижды играл в финальном матче конференции SEC, выигрывал Роуз Боул, два раза играл в Шугар Боуле, а также выходил на поле в финале плей-офф против «Алабамы».

### Профессиональная карьера
На драфте 2020 года «Нью-Йорк Джайентс» выбрали Томаса под общим четвёртым номером. Он стал первым задрафтованным линейным нападения. Генеральный менеджер клуба Дэйв Геттлмен отметил, что этот выбор призван повысить эффективность игры новичков предыдущих лет квотербека Дэниела Джонса и раннинбека Сейкуона Баркли. Обозреватель сайта CBS Sports Ар Джей Уайт оценил выбор команды на B+, отметив, что Томас может испытывать проблемы при игре против скоростных пас-рашеров. 
Контракт с «Джайентс» Томас подписал 28 июля 2020 года. Общая сумма четырёхлетнего соглашения составила 32,3 млн долларов. После отказа Нейта Солдера играть в сезоне 2020 года Эндрю занял место стартового левого тэкла команды. В регулярном чемпионате он дебютировал в матче первой игровой недели против «Питтсбурга». 